# جون فيرغسون (سياسي كندي)
جون فيرغسون (بالإنجليزية: John Ferguson)‏ هو سياسي كندي، ولد في 20 نوفمبر 1813 في اسكتلندا في المملكة المتحدة، وتوفي في 21 أغسطس 1888 في كندا. انتخب عضو مجلس الشيوخ الكندي (1867 – 21 أغسطس 1888).